# Deposizione di Cristo nel sepolcro (Moroni)
La tela deposizione di Cristo nel sepolcro è un dipinto olio su tela di Giovan Battista Moroni, datato 1566 e conservato nella pinacoteca dell'Accademia Carrara di Bergamo.

## Storia
La tela fu dipinta dal Moroni nel periodo albinese, si era infatti ritirato ad Albino suo paese natale, a causa della faida tra le famiglie Brembati e Albani che aveva sconvolto la città di Bergamo nel 1551, famiglie che erano vicine all'artista a causa delle molte commissioni di ritratti che aveva ricevuto.
La tela era stata realizzata su commissione delle monache per la chiesa di Santa Maria delle Grazie e di San Bernardino detta ad Ruviales di Gandino chiesa poi distrutta durante le soppressioni napoleoniche, ma la tela non risulta essere inserita negli elenchi del 1798 tra le opere più significative presenti sul territori. La storica Mina Gregori aveva considerato che il dipinto fosse stato venduto all'asta, venne invece nascosta dai reggenti il convento probabilmente prima della chisura del monastero.
La tela che doveva essere acquistata dalla Pinacoteca di Brera, risulta invece fosse diventata di proprietà Giuseppe Sonzogni, direttore demaniale di Bergamo nonché collezionista, in quale ne era venuto in possesso durante le operarioni di prevenzione della soppressione. Questi vendette ad Alessandro Ferrari capomastro, e poi di un certo don Giuseppe Limonta e conservata nell'ex monastero san Francesco di Bergamo, fu poi donata all'accademia il 27 aprile 1914 dai fratelli del sacerdote Alessandro e Giovanni con una lettera accompagnatoria nella quale il sacerdote si dichiarava possessore dell'opera..

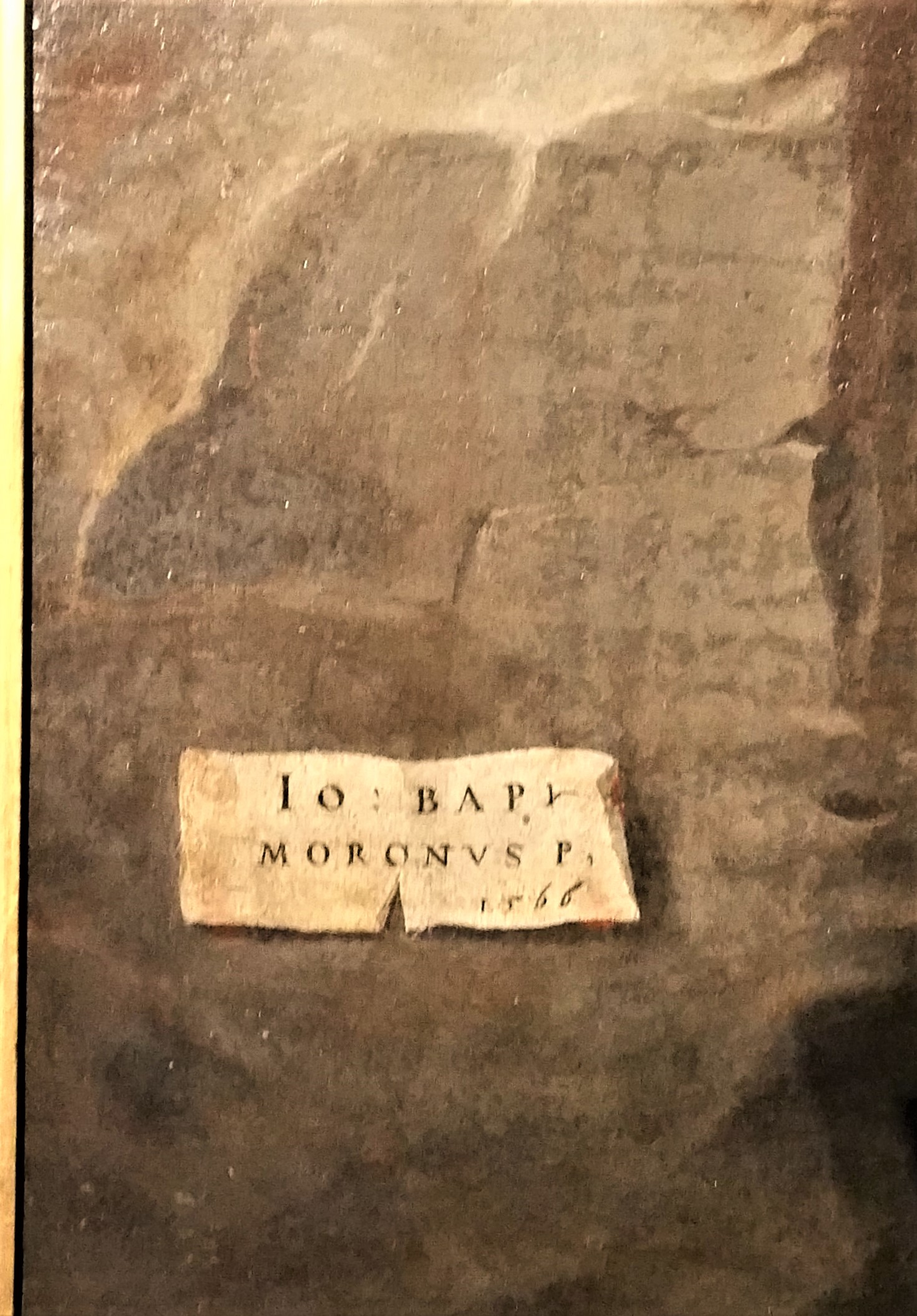
Moroni - la firma

Nell'estate del 2019 la  tela fu oggetto di un progetto detto Moroni dall'Accademia Carrara a Gandino che prevedeva la ricollocazione temporanea di alcuni lavori dell'artista nei suoi luoghi d'origine, è stata quindi collocata nel Salone della Valle di Gandino.

## Descrizione
La tela, una delle più significative opere a carattere religioso dell'artista albinese, presenta nella parte inferiore sinistra la data e la firma.
Il dipinto di grandi dimensioni, raffigura la narrazione dell'episodio della deposizione di Cristo nel sepolcro. Di grande impatto è il contrasto tra il colore acceso delle vesti cinquecentesche dei protagonisti e dell'ambiente con il corpo cereo del Cristo. Un colore che, secondo il Moroni, lo rende già parte di una realtà differente, non più quella del mondo.
I personaggi che animano la scena sono: Giuseppe d'Arimatea raffigurato negli abiti di un ricco signore, indossa una veste dorata con una ricca frangia raffigurante foglie, sia sul bordo delle maniche che della veste, un manto rosso legato in vita completano l'abbigliamento. Il ricco personaggio è quello che cedette il suo mausoleo presente in Gerusalemme perché vi potesse essere deposto il corpo del Nazareno. Oltre alla disponibilità del sepolcro il Moroni lo raffigura anche nell'atto attivo di deporre il corpo. Sul lato opposto del lenzuolo che sorregge il corpo è raffigurato il discepolo Nicodemo che indossa abiti di semplice fattura anche se il colore ocra e il mantello rosso porpora sono paralleli a Giuseppe. Entrambi sorreggono un telo bianco dove giace il corpo senza vita del Nazareno e lo calano nell'urna. Intorno a loro le donne: Maria di Magdala, Maria Maddalena dai capelli colore dell'oro e Maria, la Madre, che straziata viene sorretta dalla cognata Maria di Cleofe, sono affrante. Maria indossa una veste completamente scura, in contrasto con il pallore del corpo esangue. La disperazione della Madre è la compassione di tutte le altre donne. Quello che per loro era il figlio di Dio, era morto in croce.
La scena si svolge nel paesaggio tipico della Val Seriana, identificabile il massiccio detto della Cornagera

Albeggia, una luce lontana pare illuminare la scena che ha in primo piano gli arnesi del martirio, la corona di spine posta sulla lastra che chiuderà la tomba. Sul lato sinistro della tela il nero e buio luogo della spelonca della sepoltura che contrasta con la natura raffigurata sul lato destro, come a dividere maggiormente il mondo dei vivi da quello dei morti. Il bianco del corpo morto, con il nero della sepoltura, a contrasto del coloratissimo mondo dei vivi.